# Antonio Cornel Ferraz Doz y Ferraz
Antonio Cornel Ferraz Doz y Ferraz (Benasque, 31 de diciembre de 1745 – Valencia, 14 de febrero de 1821) fue un militar, político e ilustrado español.

## Orígenes familiares
Fue hijo de Antonio Cornel y Ferraz y de su esposa, Catalina Ferraz y Doz, siendo estos los señores de la rama cadete de los Cornel de Anciles.
Sus sobrinos también ejercerían importantes puestos en la vida política y militar del tiempo ya que Francisco Javier Ferraz y Cornel, que llegó a  ser teniente general y presidente del Tribunal Supremo de Guerra y Marina, José Ferraz y Cornel, director general del Tesoro y ministro de Hacienda en 1840 y Valentín Ferraz, presidente del consejo de ministros.

## Su carrera militar
Con 21 años ingresó en el ejército como cadete en 1766 en el Regimiento de infantería de Galicia donde siendo capitán se convirtió en ayudante de campo del conde de Aranda, quien le hizo participar en la expulsión de los jesuitas en 1767. Tomando más tarde el hábito de la Orden y caballería de Santiago, exactamente el 26 de noviembre de 1771.
Participó en diferentes acciones militares, como Argel (1775) siendo ayudante de campo del general en jefe Alejandro O'Reilly y donde resultó herido de gravedad debido a una bala de fusil siendo ascendido por méritos a teniente coronel.
En el 1776 fue ascendido á sargento mayor y teniente coronel del Regimiento de Vitoria, regimiento con el que pasó a las posesiones de ultramar de Puerto Rico, donde sirvió en el Ejército de Operaciones de América como ayudante de campo del general en jefe, Bernardo de Gálvez, después de la firma de la paz fue nombrado coronel en la promoción del 1 de enero de 1784, siendo nombrado teniente coronel de su Regimiento de Vitoria el 18 de marzo de ese mismo año. El 11 de agosto de 1790 fue ascendido a coronel del Regimiento de Burgos y más tarde el 16 de abril de 1792 fue nombrado brigadier de Infantería.
Durante la Guerra contra la Convención participó en el frente del Rosellón bajo el mando del general Antonio Ricardos,  destacandose en la toma de Arlés en el 16 de abril de 1793, en la batalla de Masdeu y en la toma del castillo de Bellegarde, siendo ascendido a mariscal de campo el 24 de diciembre de 1793.
Desde el 19 de marzo del 1795 ocupó los cargos de gobernador militar y político de Lérida, además de los posteriores títulos de capitán general de Mallorca y gobernador militar de Valencia y del Principado de Cataluña, hasta que en 1799 fue llamado por Carlos IV para ocupar el ministerio de la guerra.

## Su carrera política
Durante su mandato como secretario de la Guerra, se dictó la Ordenanza de 27 de octubre de 1800 que consolidó el reclutamiento obligatorio como contribución a la que quedaba sometida la población y estableció la hegemonía del soldado de quintas como base del reemplazo del Ejército español.
La pretensión de imponer al Reino de Valencia que levantase seis regimientos violaba los Fueros de Valencia por lo que la población se levantó causando graves disturbios que conllevaron su renuncia como ministro de la Guerra de España y la ejecución a los que se habían señalado por sus atroces crímenes.
Su enemistad con Godoy le acarreó ser destituido en 1801. Los sucesos del 2 de mayo de 1808 en Madrid le sorprendieron en Zaragoza, donde a pesar de no aceptar la capitanía general de Aragón en sustitución de Jorge Juan Guillelmi y de su breve arresto junto con el presidente de la Audiencia José Villa y Torre tras ser elegido como miembro de la Junta de Gobierno de Aragón 9 de junio de 1808, participó activamente en la defensa de la ciudad durante el primer sitio francés.
Tras el primer sitio, fue llamado por la Junta Central Suprema para ocupar de nuevo el ministerio de la guerra, que se desarrolló de forma desastrosa con la destitución de Castaños, en el mando del Ejército del Centro, en noviembre de 1808 y la desastrosa estrategia desarrollada en la campaña de 1809, con la derrota de Ocaña y la invasión de Andalucía y que entre otros disturbios terminaron causando que fuera asaltado en Jerez de la Frontera en su huida a Cádiz desde Sevilla, siendo liberado junto con otros miembros de la junta por la intervención de Castaños, tras esto fue sustituido por Francisco de Eguia como secretario de guerra pero se trasladó a Mallorca donde se mantuvo hasta el final de la guerra. 
En ese momento, aquejado de cierta dolencia, pasó a Valencia, donde falleció, siendo enterrado en el sepulcro de sus sobriños, los señores Ferraz y Azcón.

## Matrimonio
Aunque no se casó nunca se tiene constancia de que se encontraba prometido con una joven aristócrata zaragozana que falleció en el incendio del teatro de Zaragoza en el 1778, en el que murieron también el gobernador, el capitán general y el conde de Argillo entre otros. Tras la muerte de su prometida no se volvió a casar ni comprometer.

## Filantropía
Perteneció a la Real Sociedad Económica Aragonesa de Amigos del País, en la que participó activamente. Fue el principal artífice de la construcción del actual recinto de los Baños de Benasque, con financiación de su amiga la duquesa de Alba. 

## Condecoraciones
Por su trayectoria militar recibió diversas condecoraciones como la Orden de San Hermenegildo con rango de Gran Cruz en 1816.